# Arrondissement de Metz
L'arrondissement de Metz est une division administrative française, située dans le département de la Moselle et la région Grand Est. Il est issu de la fusion des anciens arrondissements de Metz-Campagne et de Metz-Ville effectuée le 1er janvier 2015.

## Composition

### Découpage cantonal
L'arrondissement est composé de 143 communes réparties dans les cantons suivants : 
- Canton de Metz-1
- Canton de Metz-2
- Canton de Metz-3
- canton des Coteaux de Moselle
- canton de Montigny-lès-Metz
- canton du Pays messin
- canton de Rombas
- canton du Sillon mosellan
- La partie ouest du canton de Faulquemont
- La partie ouest du canton du Saulnois

### Découpage communal depuis 2015
Depuis 2015, le nombre de communes des arrondissements varie chaque année soit du fait du redécoupage cantonal de 2014 qui a conduit à l'ajustement de périmètres de certains arrondissements, soit à la suite de la création de communes nouvelles. Le nombre de communes de l'arrondissement de Metz est ainsi de 143 en 2015, 142 en 2016, 140 en 2017 et 139 en 2019.
Au 1er janvier 2024, l'arrondissement groupe les 139 communes suivantes :
1. Amanvillers
2. Amnéville
3. Ancerville
4. Ancy-Dornot
5. Antilly
6. Argancy
7. Arry
8. Ars-Laquenexy
9. Ars-sur-Moselle
10. Aube
11. Augny
12. Ay-sur-Moselle
13. Le Ban-Saint-Martin
14. Bazoncourt
15. Béchy
16. Beux
17. Bronvaux
18. Buchy
19. Burtoncourt
20. Chailly-lès-Ennery
21. Chanville
22. Charleville-sous-Bois
23. Charly-Oradour
24. Châtel-Saint-Germain
25. Cheminot
26. Chérisey
27. Chesny
28. Chieulles
29. Coincy
30. Coin-lès-Cuvry
31. Coin-sur-Seille
32. Colligny-Maizery
33. Corny-sur-Moselle
34. Courcelles-Chaussy
35. Courcelles-sur-Nied
36. Cuvry
37. Ennery
38. Les Étangs
39. Failly
40. Fèves
41. Féy
42. Fleury
43. Flévy
44. Flocourt
45. Foville
46. Glatigny
47. Goin
48. Gorze
49. Gravelotte
50. Hagondange
51. Hauconcourt
52. Hayes
53. Jouy-aux-Arches
54. Jury
55. Jussy
56. Laquenexy
57. Lemud
58. Lessy
59. Liéhon
60. Longeville-lès-Metz
61. Lorry-lès-Metz
62. Lorry-Mardigny
63. Louvigny
64. Luppy
65. Maizeroy
66. Maizières-lès-Metz
67. Malroy
68. Marange-Silvange
69. Marieulles
70. Marly
71. Marsilly
72. La Maxe
73. Mécleuves
74. Metz
75. Mey
76. Moncheux
77. Montigny-lès-Metz
78. Montois-la-Montagne
79. Moulins-lès-Metz
80. Noisseville
81. Norroy-le-Veneur
82. Nouilly
83. Novéant-sur-Moselle
84. Ogy-Montoy-Flanville
85. Orny
86. Pagny-lès-Goin
87. Pange
88. Peltre
89. Pierrevillers
90. Plappeville
91. Plesnois
92. Pommérieux
93. Pontoy
94. Pouilly
95. Pournoy-la-Chétive
96. Pournoy-la-Grasse
97. Raville
98. Rémilly
99. Retonfey
100. Rezonville-Vionville
101. Rombas
102. Roncourt
103. Rozérieulles
104. Sailly-Achâtel
105. Sainte-Barbe
106. Saint-Hubert
107. Saint-Julien-lès-Metz
108. Saint-Jure
109. Sainte-Marie-aux-Chênes
110. Saint-Privat-la-Montagne
111. Sainte-Ruffine
112. Sanry-lès-Vigy
113. Sanry-sur-Nied
114. Saulny
115. Scy-Chazelles
116. Secourt
117. Semécourt
118. Servigny-lès-Raville
119. Servigny-lès-Sainte-Barbe
120. Sillegny
121. Silly-en-Saulnois
122. Silly-sur-Nied
123. Solgne
124. Sorbey
125. Talange
126. Thimonville
127. Tragny
128. Trémery
129. Vantoux
130. Vany
131. Vaux
132. Vernéville
133. Verny
134. Vigny
135. Vigy
136. Villers-Stoncourt
137. Vry
138. Vulmont
139. Woippy

## Démographie
En 2022, l'arrondissement comptait 354 054 habitants.
| 1968    | 1975    | 1982    | 1990    | 1999    | 2006    | 2011    | 2016    | 2021    |
| ------- | ------- | ------- | ------- | ------- | ------- | ------- | ------- | ------- |
| 274 162 | 303 899 | 312 365 | 322 139 | 335 639 | 124 435 | 124 435 | 344 203 | 352 594 |

| 2022    | - | - | - | - | - | - | - | - |
| ------- | - | - | - | - | - | - | - | - |
| 354 054 | - | - | - | - | - | - | - | - |

## Histoire
L'arrondissement de Metz a déjà existé de 1800 à 1871, mais dans des frontières différentes, il incluait alors les cantons de Metz-1ère section, Metz-2ème section, Metz-3ème section, Gorze, Verny, Pange, Vigy, Boulay et Faulquemont.

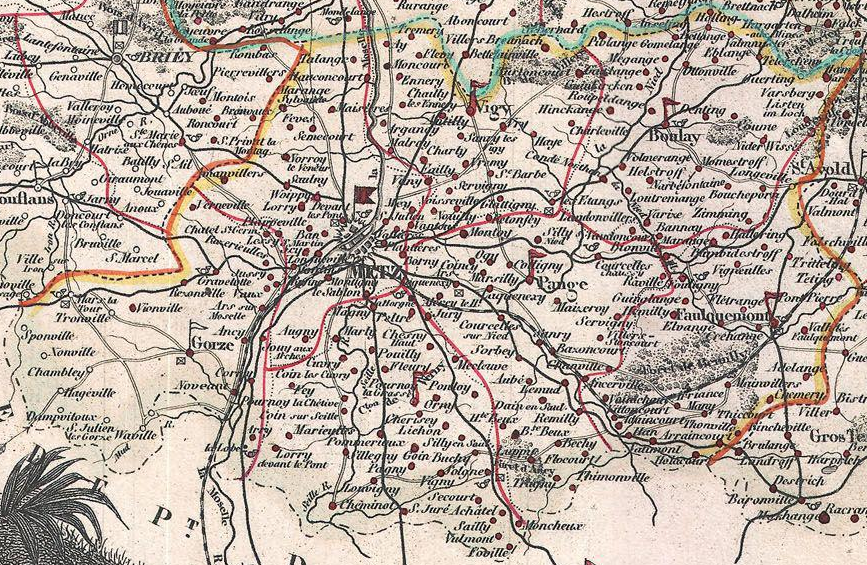
L'arrondissement de Metz vers 1852. Sa frontière est en jaune.

## Administration
L'arrondissement est administré depuis sa création par le secrétaire général de la préfecture.
| Période | Période | Identité     | Fonction précédente | Observation |
| ------- | ------- | ------------ | ------------------- | ----------- |
| 2015    | 2018    | Alain Carton |                     |             |
|         |         |              |                     |             |